# Heringia sinica
Heringia sinica är en tvåvingeart som beskrevs av Cheng 1998. Heringia sinica ingår i släktet gallblomflugor, och familjen blomflugor. Inga underarter finns listade i Catalogue of Life.